# Renato Turano
Renato Guerino Turano (Castrolibero, 2 ottobre 1942 – Chicago, 5 dicembre 2021) è stato un politico italiano, residente a Chicago (Illinois).

## Biografia
Nacque a Castrolibero, un piccolo comune in provincia di Cosenza, da lui lasciato nel 1950 con la famiglia per trasferirsi a Chicago. Lì nel 1962 i Turano gestirono un piccolo pastificio che in seguito si trasformò in un'azienda industriale per la produzione di pane artigianale destinata a diventare la più grande del Nordamerica.
Imprenditore e punto di riferimento della comunità italiana del Nordamerica, fu eletto senatore con il Partito Democratico il 25 febbraio 2013, nella ripartizione America Settentrionale e Centrale. Era già stato senatore de l'Unione di Romano Prodi tra il 2006 e il 2008, ma non era stato poi riconfermato.